# Platylesches
Platylesches là một chi bướm ngày thuộc họ Bướm nâu, commonly called Hoppers, được tìm thấy ở Africa.

## Các loài
Listed alpabetically.
- Platylesches affinissima Strand, 1920
- Platylesches ayresii (Trimen, 1889) – Peppered Hopper
- Platylesches batangae (Holland, 1894)
- Platylesches chamaeleon (Mabille, 1891)
- Platylesches dolomitica Henning & Henning, 1997 – Hilltop Hopper, Dolomite Hopper
- Platylesches fosta Evans, 1937
- Platylesches galesa (Hewitson, 1877) – White-tail Hopper, Black Hopper
- Platylesches iva Evans, 1937
- Platylesches lamba Neave, 1910
- Platylesches langa Evans, 1937
- Platylesches larseni Kielland, 1992
- Platylesches moritili (Wallengren, 1857) – Common Hopper, Honey Hopper
- Platylesches neba (Hewitson, 1877) – Flower-girl Hopper
- Platylesches panga Evans, 1937
- Platylesches picanini (Holland, 1894) – Banded Hopper
- Platylesches rasta Evans, 1937
- Platylesches robustus Neave, 1910 – Robust Hopper
- Platylesches rossii Belcastro, 1986
- Platylesches shona Evans, 1937
- Platylesches tina Evans, 1937 – Small Hopper